# 閉ざされた森
『閉ざされた森』（とざされたもり、Basic）は、2003年のアメリカ合衆国のサスペンス映画。これまでアクション映画を撮り続けてきたジョン・マクティアナン監督が初めてサスペンス映画に挑んだ作品である。出演はジョン・トラボルタとコニー・ニールセンなど。

## ストーリー
パナマの米軍クレイトン基地から特別訓練に出たレンジャー部隊7名が嵐の密林地帯で消息を絶つ。上空から3名が発見されるものの彼らは味方同士で撃ち合っており、そのうちの1人、ミュラーが捜索隊の目の前で射殺される。残りのダンバーと重傷を負ったケンドルの2名が救助されたが、いまなお隊長のウエスト軍曹以下4名が行方不明のままであった。
オズボーン大尉は上司のスタイルズ大佐の命令により元レンジャー隊員で尋問術に長けた麻薬捜査官トムの力を借りて調査を開始する。はじめは調査に非協力的だったダンバーとケンドルに尋問を進める中で次第に2人の証言に矛盾が生じ始める。やがて事件の裏にパナマからアメリカへ麻薬を密輸する軍内の巨大グループが関連していたことが明らかになってゆく。
密輸グループを押さえ、事件を解決したオズボーンであったが、トム、ケンドル、ダンバーの言葉の端々に違和感を覚える。

## キャスト
※括弧内は日本語吹き替え
- トム・ハーディ: ジョン・トラボルタ（山路和弘） - 元レンジャー隊員のDEA捜査官。収賄容疑で待機処分中。
- ジュリー・オズボーン大尉: コニー・ニールセン（坪井木の実） - 事件の捜査担当。
- ネイサン・ウエスト軍曹: サミュエル・L・ジャクソン（大塚明夫） - 訓練を率いた隊長。
- リーヴァイ・ケンドル: ジョヴァンニ・リビシ（内田夕夜） - 救助された隊員。将軍の息子。重傷。ゲイ。
- レイモンド・ダンバー: ブライアン・ヴァン・ホルト（小森創介） - 救助された隊員。尋問に対して黙秘。
- パイク: テイ・ディグス（加瀬康之） - 行方不明の隊員。黒人。
- ビル・スタイルズ大佐: ティム・デイリー（森田順平） - 基地の責任者。トムの旧友。
- カストロ: クリスチャン・デ・ラ・フエンテ（英語版）（室園丈裕） - 行方不明の隊員。
- ミュラー: ダッシュ・ミホク（石住昭彦） - ダンバーに射殺された隊員。
- ニュニエズ: ロゼリン・サンチェス（野々村のん） - 行方不明の隊員。女性。
- ピート・ヴィルマー: ハリー・コニック・Jr（古澤徹） - 基地内の病院の院長。トムの旧友。